# IBM 5250

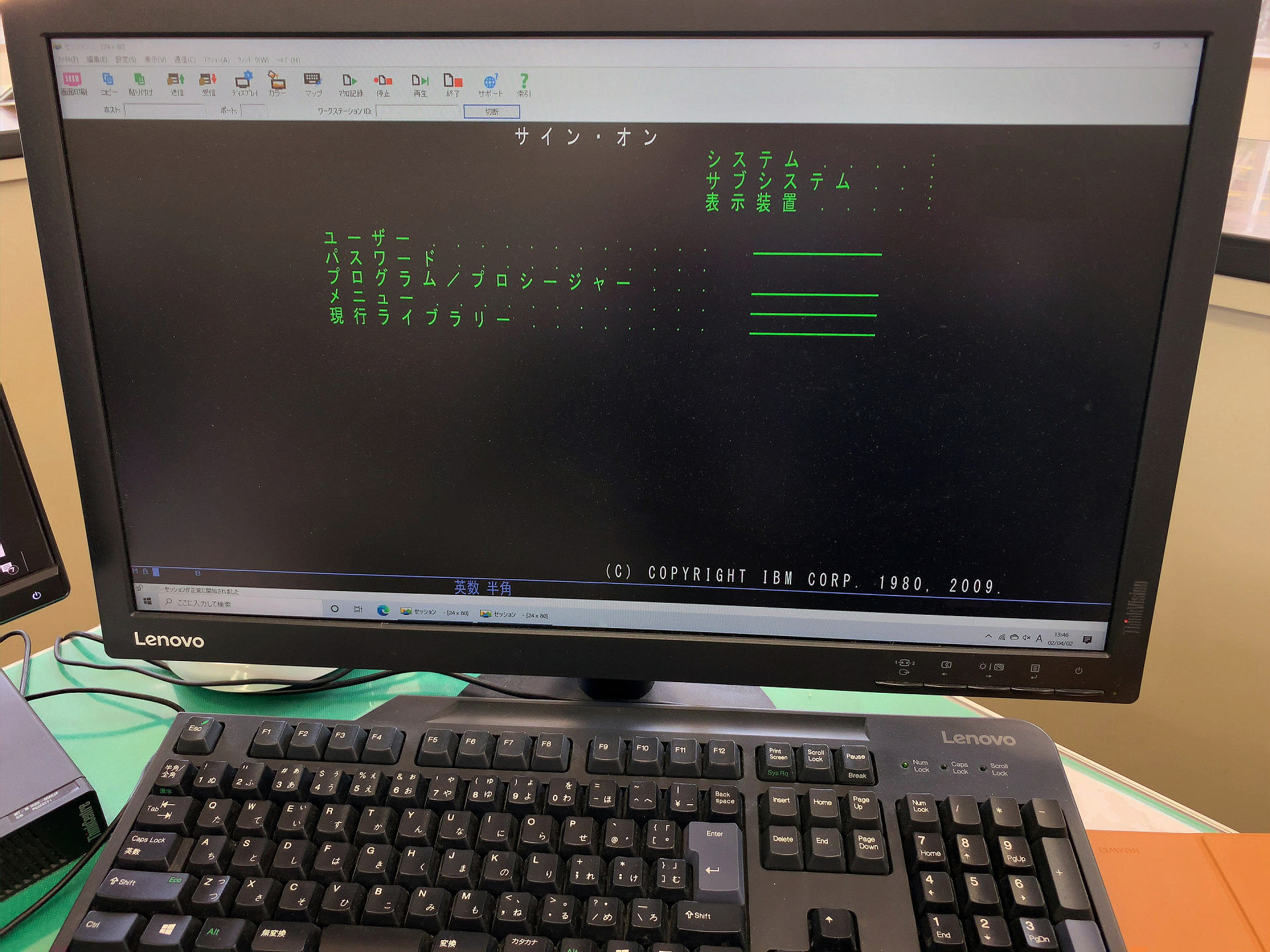
IBMホスト・システムへアクセスする端末エミュレータ

IBM 5250（あいびーえむごーにーごーまる、5250端末、ごーにーごーまるたんまつ）は、IBMのミッドレンジコンピュータ（AS/400系）用の表示端末装置であり、さらにはそのプロトコルや端末エミュレータ用ソフトウェアを指す。

## 概要
IBM 5250は、IBMのミッドレンジコンピュータ（AS/400、iSeries、System iなど）の専用端末（ターミナル）である。
基本的には、IBMのメインフレーム・コンピュータ（zSeries、System zなど）の専用端末装置であるIBM 3270の、ミッドレンジ版と言えるが、互換性は無い。両者をまとめて「3270/5250」と呼ぶ事も多い。
3270と同様に、キャラクターベースのパネルによるユーザーインターフェースが中心であり、画面制御用のプロセッサーやメモリーを内蔵する。このため、当初はASCII端末と比較してインテリジェント端末と呼ばれたが、現在ではパーソナルコンピュータ等と比較してダム端末と呼ばれる事が多い。
なお、5250はメインフレーム用の端末ではなく、メインフレーム用の3270の後継機種でもない。5250はメインフレームには接続できないし、当時も（また端末エミュレータ・ソフトウェアとなった現在も）3270とは並存している。
IBM 3270もIBM 5250も、端末装置としては現在は販売されておらず、パーソナルコンピュータ上で同等の機能を実現する端末エミュレータ・ソフトウェアに置き換えられている。

## 5250端末エミュレータ・ソフトウェアの種類
- IBM パーソナル・コミュニケーションズ (3270/5250端末エミュレータ。略称PCOMM)[1]
- IBM i Access (旧・Cleint Access , iSeries Access , System i Access)
- IBM  ハードウェア管理 (HMC) コンソール（5250コンソール機能）
- 富士通 WSMGR (F6680, 3270, 5250エミュレータ)
- キヤノンITソリューションズ（旧・蝶理情報システム） TCPLink Enterprise Server 日本語5250エミュレータ
- インターコム FALCON 5250
- ユニリタ EXTES